# 2019年司諾克巡迴錦標賽
2019年士碌架巡迴錦標賽（英語：2019 Tour Championship），正式名稱為2019年珊瑚杯巡迴錦標賽（英語：2019 Coral Tour Championship），是3月19日至24日在威爾斯蘭迪德諾威爾斯劇場舉行的職業斯诺克比賽。這場賽事由世界职业台球与斯诺克协会舉辦，是士碌架巡迴錦標賽首屆賽事，亦是首屆珊瑚杯賽的第三場比賽，同時是2018-2019賽季第18場排名賽。
巡迴錦標賽只有單賽季排名前八名選手有參賽資格。比賽採用单败淘汰制，八強賽和準決賽以17局9勝制在兩個時段進行，決賽則採25局13勝制分三節進行。本屆巡迴錦標賽由體育博彩公司「珊瑚」贊助，冠軍獎金15萬英鎊。
決賽由澳大利亚球手尼爾·羅伯森對陣英格兰球手罗尼·奥沙利文，再演兩週前士碌架球員錦標賽決賽戲碼。最終奧蘇利雲以局數13比11力壓對手，奪得個人第36個排名賽冠軍，追平史蒂芬·亨得利在1987年至2005年創下的紀錄。奧蘇利雲贏得錦標賽後登上世界第一，取代自2015年2月以來一直佔據此位的馬克·沙比，並奪得珊瑚杯。另外，時年43歲的奧蘇利雲亦成為自1983年雷·里尔顿以來最年長的士碌架「一哥」。
本屆比賽共有22次單杆破百，並以羅拔臣在八強賽打出的135分最高。

## 概述

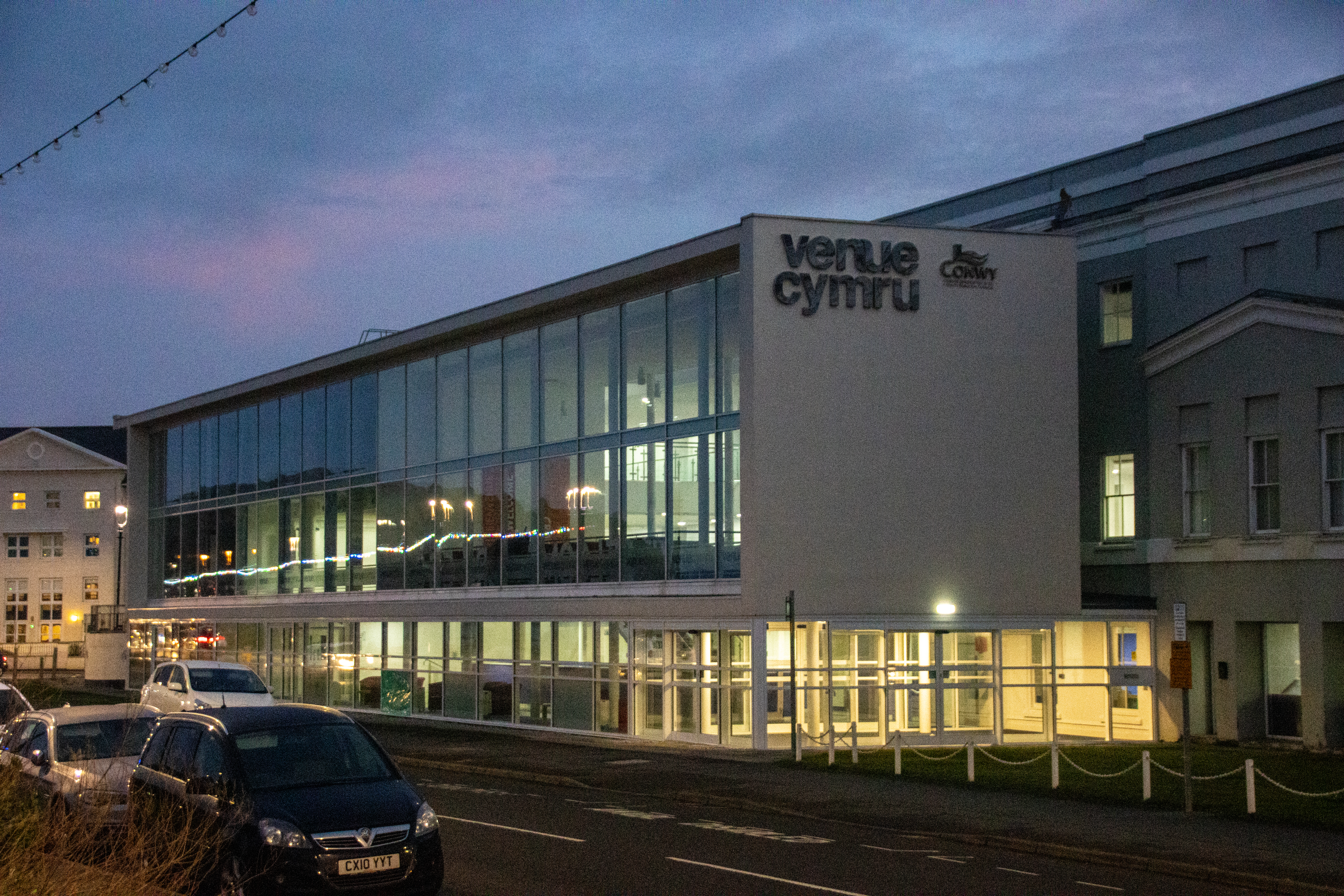
本屆賽事於威爾斯蘭迪德諾威爾斯劇場進行

2019年斯诺克巡回锦标赛是繼珊瑚杯系列賽首場斯诺克世界大奖赛及第二場斯诺克球员锦标赛後，第三場也是最後一場賽事，於2018-2019賽季首次推出。球員們須憑藉他們在單季排行榜上的位置來獲得參加該系列賽的資格，而非世界排名。這項賽事是由單季排行榜上前八名球員參加单败淘汰制來決定冠軍誰屬。巡迴錦標賽由世界职业台球与斯诺克协会主辦，於3月19日至24日在威爾斯蘭迪德諾舉行。
巡迴錦標賽是自2010年英国锦标赛（世界錦標賽除外）以來，首項每場比賽在多個時段進行的賽事，其中八強和準決賽設兩個時段，決賽則設三個時段。3月23日和24日舉行的25局制決賽是自1992年司諾克英國錦標賽決賽以來第一場如此長或更長的非世界錦標賽比賽。
賽事主要由英國ITV4轉播，新西蘭天空體育台、香港now TV、中國大陸、台灣博斯運動台等也有播出。另外，雖然歐洲體育台幾乎轉播了本賽季所有賽事，但唯二這項賽事和2018年司諾克冠中冠賽未有播放。賽事由體育博彩公司珊瑚（Coral）贊助。

### 獎金
本次賽事是首個採用這種形式的巡迴錦標賽。比賽獎金總額為37.5萬英鎊，各項獎金分配如下：
- 冠軍：15萬英鎊
- 亞軍：6萬英鎊
- 四強：4萬英鎊
- 八強：2萬英鎊
- 最高度數：5000英鎊

### 參賽資格
本次賽事的參賽資格是2019年直布羅陀公開賽前、在單季排行榜上前八名的選手。他們分別是：
| 排名 | 選手                    | 總分    |
| ---- | ----------------------- | ------- |
| 1    | 馬克·艾倫（北爱尔兰）   | 394,000 |
| 2    | 罗尼·奥沙利文（英格兰） | 353,500 |
| 3    | 贾德·特鲁姆普（英格兰） | 307,000 |
| 4    | 尼爾·羅伯森（澳大利亚） | 305,500 |
| 5    | 马克·塞尔比（英格兰）   | 246,500 |
| 6    | 馬克·威廉斯（威尔士）   | 223,500 |
| 7    | 史超活·冰咸（英格兰）   | 213,000 |
| 8    | 奇倫·威爾森（英格兰）   | 190,500 |

## 賽事綜述

### 八強賽

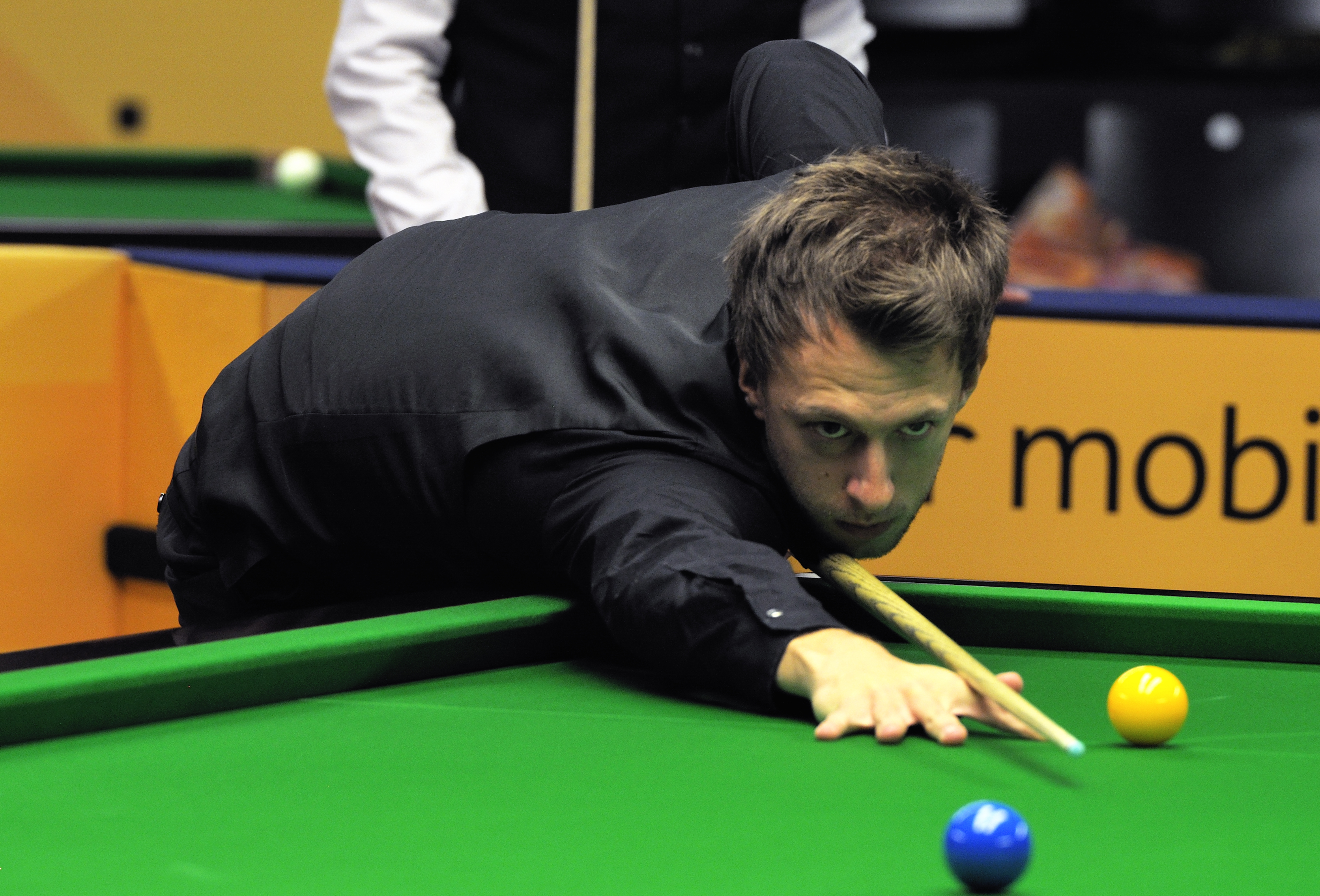
贾德·特鲁姆普在落後三局的情況下以總局數9比8擊敗衛冕世界冠軍的馬克·威廉斯

八強賽在3月19日至20日舉行，均以17局9勝制且分為兩個階段進行。尼爾·羅伯森在錦標賽揭幕戰對陣马克·塞尔比。羅拔臣一開始就取得領先，以單桿88分和110分拿下前兩局。沙比隨後連贏六局，當中打出三記單桿破百，第一節結束後以6比2領先。
羅拔臣在第二節前三局中獲勝，將比分差距縮小到5比6。隨後沙比在第12局錯失粉球，令對手以6比6扳平。羅拔臣接著拿下第13局，是自第二局以來首次領先。沙比在做了三次斯諾克的情況贏得第14局，接著拿下第15局，令比分反超前至8比7。隨後，羅拔臣以一桿135度清枱，兩人打成8比8平手，將比賽帶入決勝局。最後一局持續了一個多小時，兩人爭持不下，須以黑球定勝負。沙比嘗試灌球但不成功，羅拔臣則把握機會將黑球擊入袋中，取得這局的勝利並率先打入四強。
衛冕大師賽冠軍的贾德·特鲁姆普在首輪第二場比賽中對陣衛冕世界冠軍的馬克·威廉斯。兩人在第一節比賽後打成4比4平手。在第二節比賽，威廉斯拿下四局，以8比5領先。其後卓林普逆轉比分，勝出接下來的四局，以局數9比8擊敗威廉斯，取得四強席位。賽後，卓林普接受訪問時宣稱威廉斯「控制」了比賽，但在接近尾聲時錯失了不少遠台進球。
罗尼·奥沙利文在首輪第三場比賽中與史超活·冰咸交手。奧蘇利雲先以6比2的優勢結束第一節比賽。到了第二節比賽，奧蘇利雲連取第9局和第10局（此局耗時僅45分鐘），以8比2大幅領先對手。雖然冰咸以單桿62度奪得第11局的勝利，但奧蘇利雲還是拿下了第12局，最終以局數9比3晉級。
最後一場比賽是2018年斯诺克大师赛決賽的翻版，由馬克·艾倫對戰奇倫·威爾森。阿倫在首節比賽接連獲勝，結束時以局數6比2領先。第二節比賽時，阿倫以單桿123分清枱，將其領先優勢擴大到7比2。對手威爾森之後接連扳回三局，阿倫則在第13局取勝，使他以局數8比5領先。威爾森再追兩局，比分7比8。但在第16局中，威爾森出現失誤，阿倫則把握機會以單桿71分拿下此局，以局數9比7晉級。至此，排行榜上前四名種子選手全部贏得首輪比賽，晉級準決賽。

### 準決賽

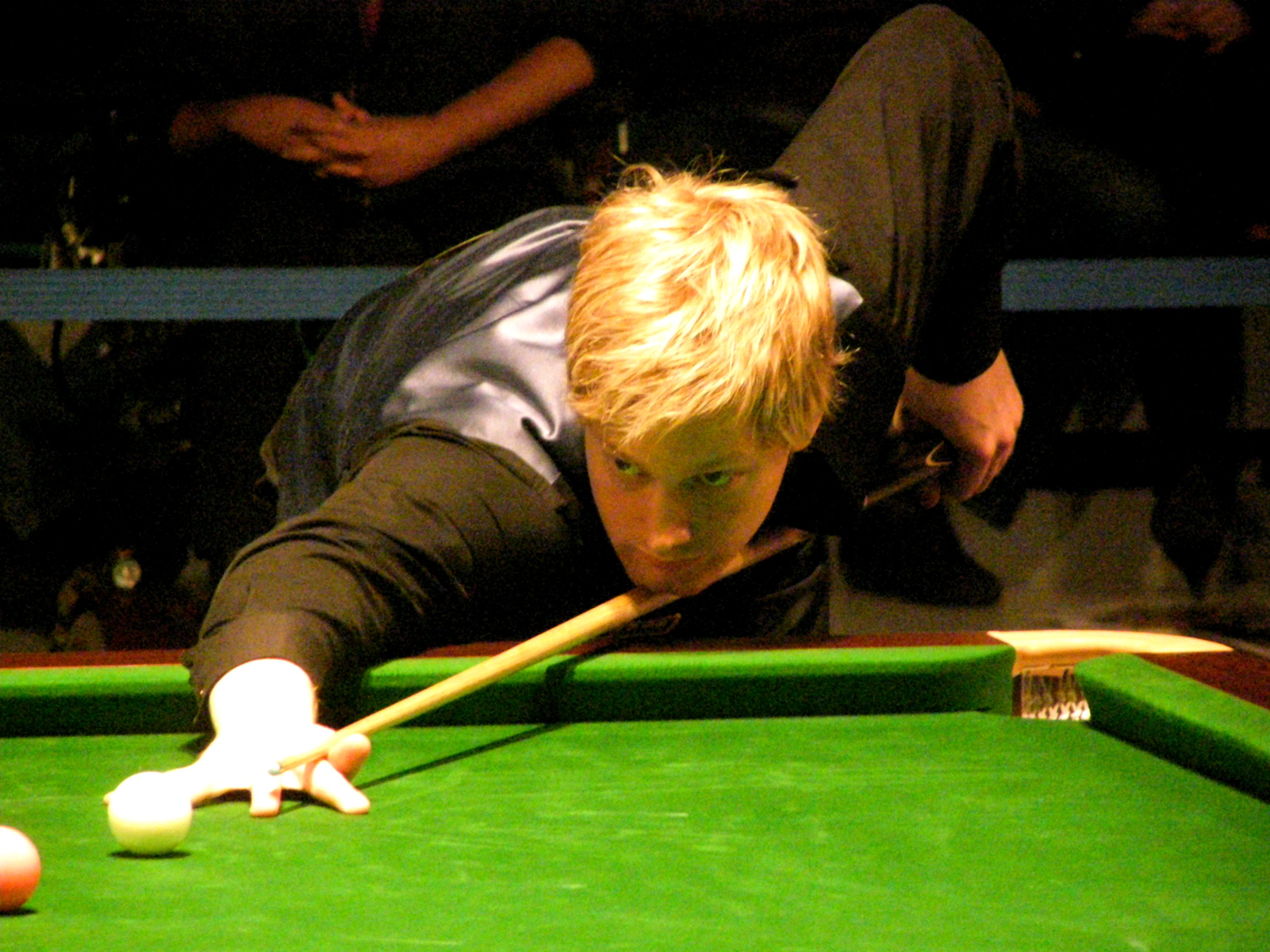
尼爾·羅伯森以局數10比6擊敗馬克·艾倫進入決賽

在3月21日至22日舉行的準決賽中，餘下的四名選手進行了兩場19局10勝制比賽，每場比賽都分為兩個階段。首場比賽於21日進行，由卓林普對陣奧蘇利雲。這對組合是珊瑚杯排名最高的兩名選手，兩人都各自贏得珊瑚杯系列賽其中一場比賽：卓林普贏得世界大獎賽，奧蘇利雲則勝出球員錦標賽。這場比賽是本賽季大師賽決賽的翻版，兩位選手還在2018年斯诺克北爱尔兰公开赛交手，但兩次都是由卓林普取勝。
卓林普在首節比賽中以單桿54分拿下第一局，隨後奧蘇利雲將比分扳平。卓林普連取第三局和第四局，在中場休息時以局數3比1領先。休息過後，卓林普贏得第五局，奧蘇利雲在第六局以單杆破百取勝，但第七局和第八局均由卓林普奪得。第一節比賽結束後，卓林普以局數6比2領先奧蘇利雲。第二節比賽時，奧蘇利雲先率先奪下前兩局，將差距縮窄至4比6。但之後卓林普反拿下接連三局，以局數8比5再度領先。在第14局和第15局，奧蘇利雲分別以單桿130分和134分勝出，再贏得了令人緊張的第16局，扳平了局數。卓林普贏得第17局再次領先，但奧蘇利雲亦拿下第18局再次將比分扳平。來到決勝局，卓林普率先獲得機會，卻以單桿50分結束。雖然奧蘇利雲在上一次擊球中出現犯規（衣服碰球），但無阻他獲得另一次清枱機會，不過他最後在緩衝欄附近打失了最後一顆紅球，讓對手得以重返球桌。接著，卓林普亦未能將靠近枱邊的致勝黃球送入袋中。最終，奧蘇利雲接連將彩色球和黑球打入袋中，比分才得以反超卓林普，並以總局數10比9躋身決賽。
22日的賽事由阿倫和羅拔臣上演。阿倫開局表現良好，先拿下頭兩局，其中一局做出了單桿78分。羅拔臣隨後連取五局，其中包括在第四局和第五局做出單桿破百，第七局做出單桿69分清枱。接著阿倫勝出第八局，在第一節比賽結束後以局數3比5落後。第二節比賽開始後，羅拔臣將領先優勢擴大至6比3，但阿倫在接下來三局分別以單桿82分和103分扳平局數。之後，羅拔臣打出單桿106分、87分、52分，並以總成績303分拿下第13、14、15局。在第16局，獲得足夠分數的阿倫將這局帶進「需要做士碌架」的階段，結果自己卻在綠球後面的最後一個紅球上做出士碌架，讓羅拔臣有清枱機會。最終羅拔臣以局數10比6進入決賽。

### 決賽

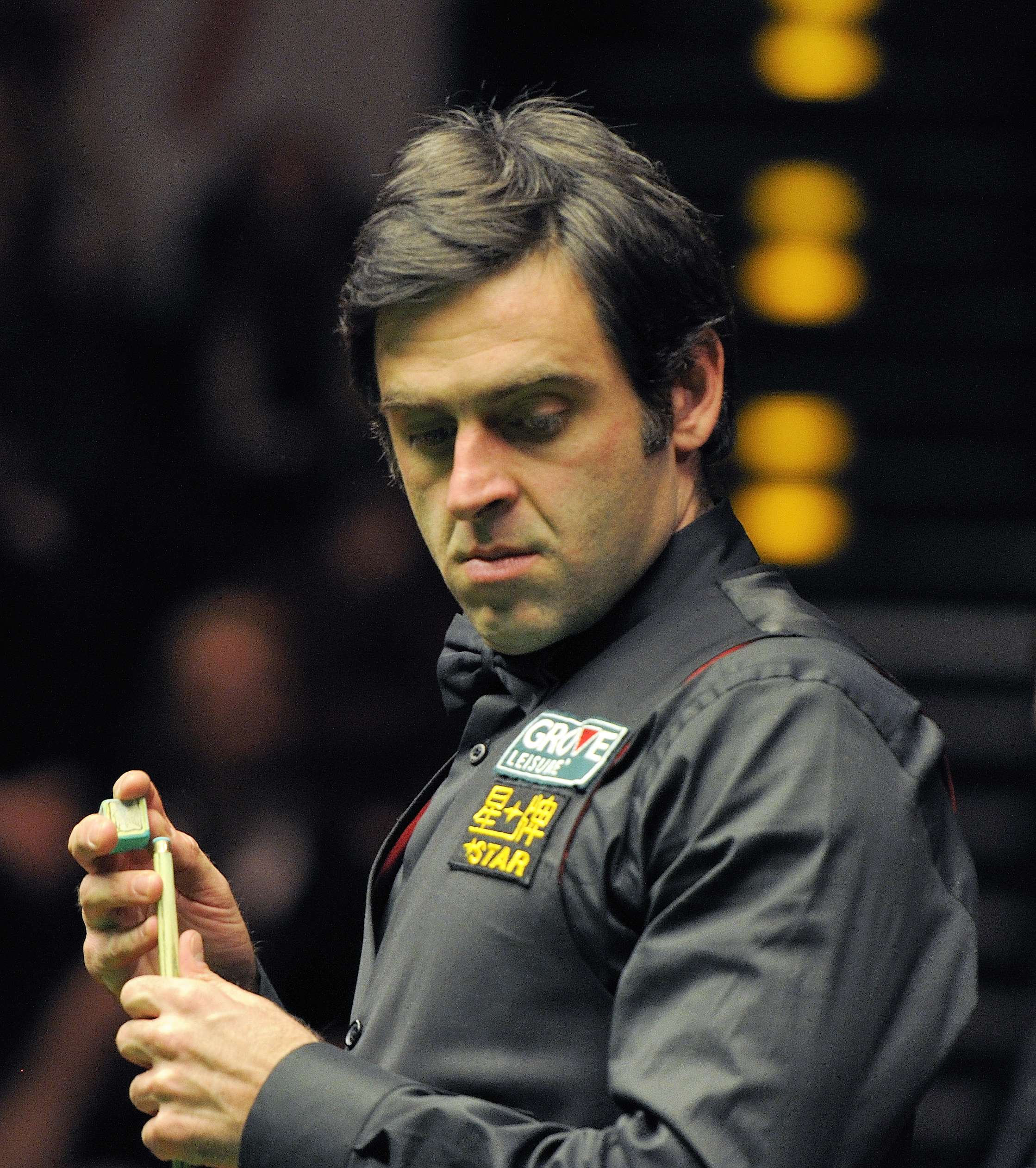
罗尼·奥沙利文以局數13比11擊敗尼爾·羅伯森，勝出巡迴錦標賽，並順利捧走珊瑚杯

冠軍戰於3月23日至24日舉行，分三節進行，採用25局13勝制，選手分別是朗尼·奧蘇利雲和尼爾·羅拔臣，兩人曾經在兩週前舉辦的球員錦標賽決賽中相遇。勝出者還將奪得珊瑚杯，以示他在三場珊瑚錦標賽中累積獎金最多。
決賽的揭幕戰於23日晚上舉行。開局羅拔臣便先拔頭籌連下兩城，奧蘇利雲則在第三局和第四局分別以單桿74分和97分扳平局數。中場休息過後，奧蘇利雲連取三局，打出單桿71分和67分。雖然羅拔臣在第一節最後一局打出致勝的單桿48分，但奧蘇利雲仍然以局數5比3領先。
第二場和第三場比賽均於24日舉行。奧蘇利雲在第九局憑藉單桿破百擴大了領先優勢，但在第十局卻錯失粉球，讓對手羅拔臣奪下這局，將雙方差距收窄至4比6。羅拔臣在第11局做出單桿106分並勝出，奧蘇利雲則奪下隨後的第12局。接著，羅拔臣和奧蘇利雲各取一局，羅拔臣再力追兩局，以局數8比8平手進入最後一節。
第三場比賽首局由奧蘇利雲以單桿129分勝出。隨後兩人爭持不下，雙方拉鋸至10比10平手。中場休息後，奧蘇利雲連取兩局，以局數12比10領先。在23局中，羅拔臣擊打黑球時，白球卻碰到枱邊再反彈至紅球堆，令一顆紅球意外入袋。儘管如此，奧蘇利雲在此局只得16分（不計最後羅拔臣犯規的4分），羅拔臣最終以73分勝出此局，總局數收窄至11比12。羅拔臣在第24局曾獲得一次機會，打出單桿28分，可惜未能將仍在原位的黑球打入袋，讓奧蘇利雲有機可乘，最終後者以單桿89分奠定勝局，並以總局數13比11贏得首屆士碌架巡迴錦標賽。這是奧蘇利雲職業生涯第36次排名賽冠軍，追平了史蒂芬·亨得利在1987年至2005年創下的紀錄。
奧蘇利雲贏得錦標賽後登上世界第一，取代自2015年2月以來一直佔據此位的馬克·沙比。另外，時年43歲的他亦成為自1983年雷·里尔顿以來最年長的士碌架「一哥」。他還在三項賽事中勝出兩項，並合共贏得28萬英鎊，因而獲頒珊瑚杯。最接近該獎項的選手渣德·卓林普其獎金總額則少了超過10萬英鎊。

## 對戰籤表
|  | 八強賽 17局9勝制 | 八強賽 17局9勝制        | 八強賽 17局9勝制 |               |    | 準決賽 19局10勝制 | 準決賽 19局10勝制 | 準決賽 19局10勝制 |  |  | 決賽 25局13勝制 | 決賽 25局13勝制 | 決賽 25局13勝制 |  |
|  |                  |                         |                  |               |    |                   |                   |                   |  |  |                 |                 |                 |  |
|  | 1                | 馬克·艾倫（北爱尔兰）   | 9                |               |    |                   |                   |                   |  |  |                 |                 |                 |  |
|  | 1                | 馬克·艾倫（北爱尔兰）   | 9                |               |    |                   |                   |                   |  |  |                 |                 |                 |  |
|  | 8                | 奇倫·威爾森（英格兰）   | 7                |               |    |                   |                   |                   |  |  |                 |                 |                 |  |
|  | 8                | 奇倫·威爾森（英格兰）   | 7                |               | 1  | 馬克·艾倫         | 6                 |                   |  |  |                 |                 |                 |  |
|  |                  |                         |                  |               | 1  | 馬克·艾倫         | 6                 |                   |  |  |                 |                 |                 |  |
|  |                  |                         | 4                | 尼爾·羅伯森   | 10 |                   |                   |                   |  |  |                 |                 |                 |  |
|  | 4                | 尼爾·羅伯森（澳大利亚） | 4                | 尼爾·羅伯森   | 10 | 9                 |                   |                   |  |  |                 |                 |                 |  |
|  | 4                | 尼爾·羅伯森（澳大利亚） |                  |               |    |                   |                   |                   |  |  |                 |                 |                 |  |
|  | 5                | 马克·塞尔比（英格兰）   | 8                |               |    |                   |                   |                   |  |  |                 |                 |                 |  |
|  | 5                | 马克·塞尔比（英格兰）   | 8                |               | 4  | 尼爾·羅伯森       | 11                |                   |  |  |                 |                 |                 |  |
|  |                  |                         |                  |               |    |                   |                   |                   |  |  |                 |                 |                 |  |
|  |                  |                         | 2                | 罗尼·奥沙利文 | 13 |                   |                   |                   |  |  |                 |                 |                 |  |
|  | 3                | 贾德·特鲁姆普（英格兰） | 2                | 罗尼·奥沙利文 | 13 | 9                 |                   |                   |  |  |                 |                 |                 |  |
|  | 3                | 贾德·特鲁姆普（英格兰） |                  |               |    |                   |                   |                   |  |  |                 |                 |                 |  |
|  | 6                | 馬克·威廉斯（威尔士）   | 8                |               |    |                   |                   |                   |  |  |                 |                 |                 |  |
|  | 6                | 馬克·威廉斯（威尔士）   | 8                |               | 3  | 贾德·特鲁姆普     | 9                 |                   |  |  |                 |                 |                 |  |
|  |                  |                         |                  |               | 3  | 贾德·特鲁姆普     | 9                 |                   |  |  |                 |                 |                 |  |
|  |                  |                         | 2                | 罗尼·奥沙利文 | 10 |                   |                   |                   |  |  |                 |                 |                 |  |
|  | 2                | 罗尼·奥沙利文（英格兰） | 2                | 罗尼·奥沙利文 | 10 | 9                 |                   |                   |  |  |                 |                 |                 |  |
|  | 2                | 罗尼·奥沙利文（英格兰） |                  |               |    |                   |                   |                   |  |  |                 |                 |                 |  |
|  | 7                | 史超活·冰咸（英格兰）   | 3                |               |    |                   |                   |                   |  |  |                 |                 |                 |  |

### 決賽
| 決賽：25局13勝制，裁判：格雷格·科尼利奧 2019年3月23日至24日威爾斯蘭迪德諾威爾斯劇場 |          |                             |
| 尼爾·羅伯森（4） · | 11–13    | 罗尼·奥沙利文（2） · 英格兰 |
| 星期六晚上：69–6、87–29（50）、0–74（74）、0–97（97）、16–77（71）、24–106（67）、60–71（羅伯森 54）、65–24 星期日下午：17–100（100）、60–49、106–0（106）、32–69（55）、82–27、0–89（89）、61–7（61）、68–7 星期日晚上：5–129（129）、62–36（53）、0–95、77–10、30–80、4–91（55）、73–20、35–89（89） |          |                             |
| 106 | 最高度數 | 129                         |
| 1 | 單桿破百 | 2                           |
| 5 | 單桿50+  | 10                          |

## 珊瑚杯
2018-2019賽季首度引入珊瑚杯系列賽（士碌架世界大獎賽、士碌架球員錦標賽、士碌架巡迴錦標賽），參賽資格是根據選手在單季排行榜上的排名而定。英格蘭選手罗尼·奥沙利文奪得首屆珊瑚杯，獲得整個系列賽的最高獎金；但與後來賽季不同的是，他未有獲得額外獎金。三項賽事中贏得獎金最多的前十名選手如下，粗體者表示該名選手在該項賽事獲勝：
| 選手          | 斯诺克世界大奖赛 | 斯诺克球员锦标赛 | 斯诺克巡回锦标赛 | 總額    |
| ------------- | ---------------- | ---------------- | ---------------- | ------- |
| 罗尼·奥沙利文 | 5,000            | 125,000          | 150,000          | 280,000 |
| 贾德·特鲁姆普 | 100,000          | 30,000           | 40,000           | 170,000 |
| 尼爾·羅伯森   | 5,000            | 50,000           | 60,000           | 115,000 |
| 馬克·艾倫     | 7,500            | 30,000           | 40,000           | 77,500  |
| 阿里·卡特     | 40,000           | 10,000           | 0                | 50,000  |
| 马克·塞尔比   | 12,500           | 10,000           | 20,000           | 42,500  |
| 史超活·冰咸   | 7,500            | 15,000           | 20,000           | 42,500  |
| 奇倫·威爾森   | 12,500           | 10,000           | 20,000           | 42,500  |
| 馬克·威廉斯   | 5,000            | 15,000           | 20,000           | 40,000  |
| 巴里·霍金斯   | 20,000           | 10,000           | 0                | 30,000  |

## 單杆破百
本次賽事共有22記單杆破百。尼爾·羅拔臣在八強賽對陣馬克·沙比時，在第16局打出單桿135度，為本屆賽事最高。賽事期間的單杆破百得分如下所示：
- 尼爾·羅拔臣：135、110、106、106、106、101
- 朗尼·奧蘇利雲：134、130、129、121、113、111、100、100
- 馬克·沙比：123、117、103
- 麥克·阿倫：123、105、103
- 馬克·威廉斯：103
- 渣德·卓林普：100